# اللكيمات (ريمة)

تعديل مصدري - تعديل

قرية اللكيمات   هي إحدى قرى عزلة البيادح الواقعة ضمن مديرية الجعفرية التابعة لمحافظة ريمة، بلغ تعداد سكانها (168) نسمة حسب تعداد اليمن لعام 2004.

## المحلات التابعة للقرية
- الريميه

## روابط خارجية
- الدليل الشامــل